# Annuario Pontificio
L'anomenat Annuario Pontificio és el directori d'informació de la Santa Seu, que s'edita cada any en un llibre de tapes vermelles i és elaborat per la Llibreria Editrice Vaticana.

## Contingut
Conté una llista de tots els papes de la història de l'Església Catòlica, així com els funcionaris dels diversos departaments de la Santa Seu. També hi ha una llista dels cardenals i bisbes catòlics de tot el món amb informació de contacte, així com estadístiques de les diòcesis. S'hi pot trobar informació dels departaments de la Cúria Romana, les missions diplomàtiques de la Santa Seu a l'exterior, les ambaixades acreditades davant la Santa Seu, la seu dels instituts religiosos (amb estadístiques), algunes institucions acadèmiques, i altres dades d'aquest estil. L'edició del 2006 tenia 2.484 pàgines. El primer Anuari Pontifici es va publicar el 1716.
Segons l'Anuari Pontifici del 2013 el nombre de catòlics al món va passar d'1.196.000 l'any 2010 a 1.214.000 catòlics el 2011, amb un augment de 18 milions de fidels.